# Koplotovce
Koplotovce (allemand : Kopplotz), est un village de Slovaquie situé dans la région de Trnava.

## Histoire
Première mention écrite du village en 1113.

## Démographie

### Évolution de la population
| Année:               | 1994. | 2004.   | 2014.    | 2024.    |
| -------------------- | ----- | ------- | -------- | -------- |
| Nombre de personnes: | 541   | 580     | 768      | 848      |
| Différence:          |       | +7,20 % | +32,41 % | +10,41 % |

| Année:               | 2023. | 2024.   |
| -------------------- | ----- | ------- |
| Nombre de personnes: | 827   | 848     |
| Différence:          |       | +2,53 % |

## Patrimoine
Église dédiée à la Vierge Marie de 1743